# 日樹

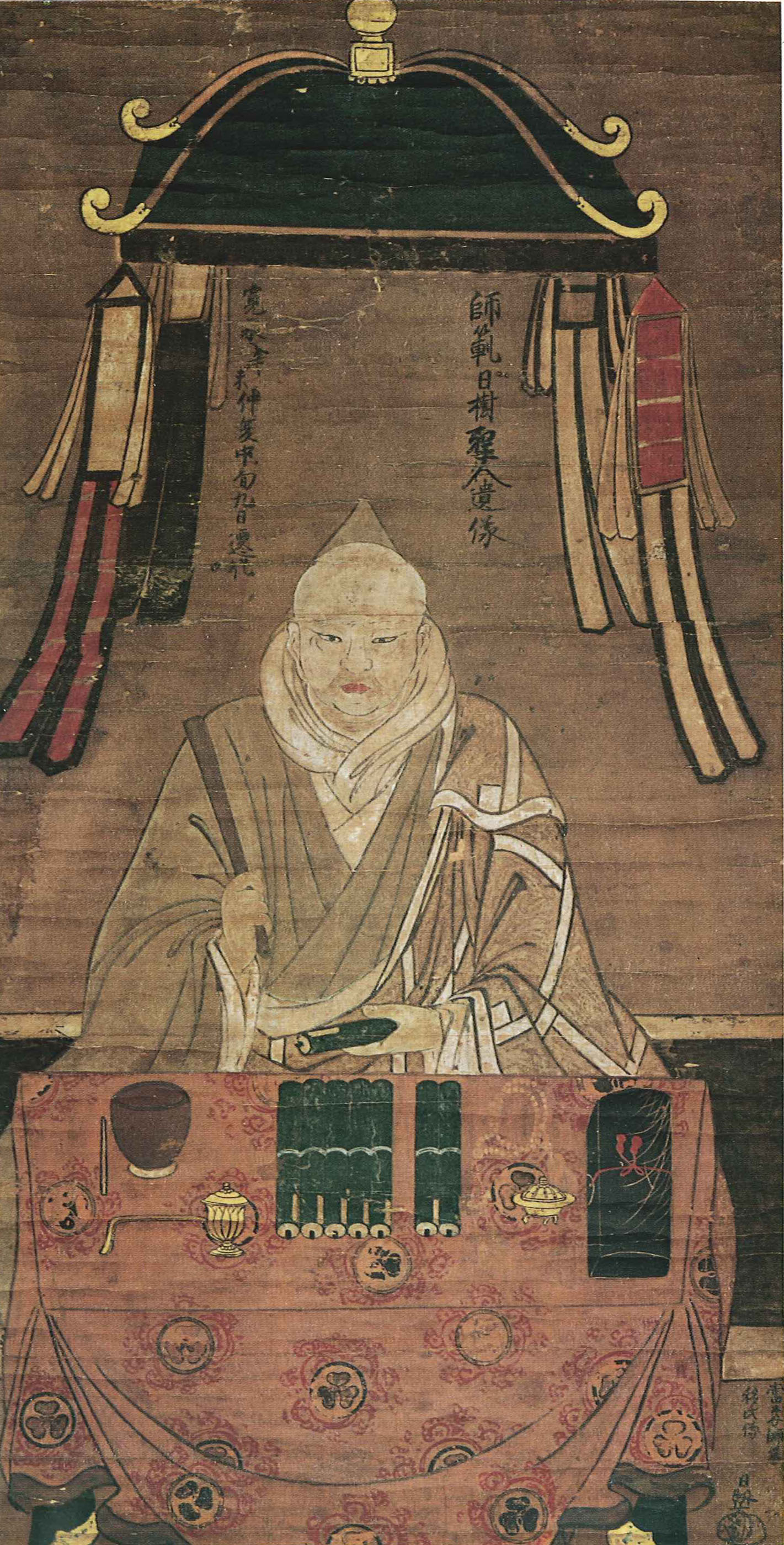
日樹 妙覚寺蔵

日樹（にちじゅ、天正2年（1574年） - 寛永8年5月19日（1631年6月18日））は、江戸時代の日蓮宗の僧。備中国の出身。号は長遠院。池上本門寺16世。長遠寺の開山。

## 略歴
天正19年（1591年）より仏乗寺15世・日英を師として法を学んだ。下総国の飯高檀林・中村檀林で学業を積み、飯高檀林7世の化主となる。元和5年（1619年）、池上本門寺に入寺し復興に努めた。妙覚寺・日奥（不受不施派）に同調し、久遠寺・日乾、日遠、日暹（受布施派）と対立した。寛永7年（1630年）、江戸城で行われた受布施派と不受不施派との対論（身池対論）で不受不施派は敗者となり、日樹は信濃国伊那郡飯田（現長野県飯田市）に流罪となった。
昭和6年（1931年）池上本門寺の歴代として除歴されていたが復歴された。

## その他
- 日樹上人の墓（飯田市指定史跡）長野県飯田市羽場権現
- 日樹聖人五輪塔（大田区指定有形文化財）池上本門寺境内
- 日樹聖人供養塔（大田区指定有形文化財）長勝寺境内
- 日樹聖人供養塔　法福寺境内